# 名跡

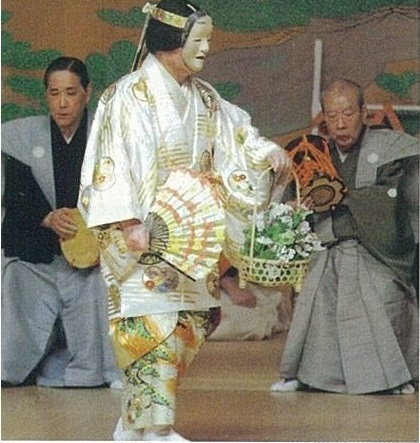
十一世福井四郎兵衛 襲名披露能（2006年5月 名古屋能楽堂）

名跡（みょうせき）は、家制度と密接に結びつき、代々継承される個人名。もしくは家名。「めいせき」とも。

## 概要
1. 主に武家などにおいて名字を継承する（武家の場合は下の名前は継承しない。通名として1字のみ）。
2. ビジネスで（旧い商家にて）老舗家の当主が代々継承する名前（フルネーム）。
3. 芸道・芸能や相撲・武道の世界などにおいて代々襲名する名前（フルネーム）。相撲の場合はフルネームではないことがほとんどである。

名跡により継承されるのは「信用」「伝統」「歴史」「良きイメージ」「芸統・気風」すなわちブランドであるが、それのみならず、「顧客リスト（ハウス・リスト）」（＝優良な顧客層、ご贔屓筋、スポンサー、タニマチ、借金の貸主）そのものも含む。今日では顧客リスト（ハウス・リスト）こそが収益と同義語であることが明らかになっている。名跡を継ぐためには名跡所有者の借金の全額を肩代わりすることが必要となる（借金の貸主を名跡所有者から引き継ぐことと同義）。そして名跡所有者の大家族（彼等に対する扶養義務を含む）を継承することを要する。また、一族内の生きている者を扶養するだけでなく、死者（一族の先祖）の墓を守ることをも含む。そのため、長子相続が一般的であり、血縁外の者が継ぐ場合は一般的には一族の中に入ることが求められる（婿養子になるなど）。血縁外の者が一族に加わらずに継承する場合には必ず、名跡保持者に対して多額の金銭の授受が必要となる（すなわち、名跡が一族外に流出することになり、それへの対価である）。この金銭に関して税務上の申告がどのようにされているか定かではない。日本相撲協会の年寄名跡は実際には多額の金銭を対価として売買されるが、それは以上のロジックで理解できる。
名跡とは具体的には名前（芸名）のことであり、同じ名を何代にもわたって襲名し、用い続けた場合に生まれてくる権威や伝統を伴っている。また名跡は基本的に「代々受け継がれるひとつの名前」のことであるから、たとえば家元の地位そのもの、すなわち、家元相続を行っても新家元が先代家元のフルネームを継がない場合には、その名前は名跡とは呼ばない。あくまでも同じ名前を数代にわたって用いることが条件である。
いずれも芸名（ビジネス上の通名）を同じくすればよく、戸籍上の名を同じくする必要はないが、ごく稀に戸籍上の名も改名する場合が見られる。
なお、名跡とは通常フルネームの個人名を指す。政治（選挙区の世襲、または派閥継承）や暴力団（跡目継承）でも行われていることはほとんど上記のとおりであるものの、フルネームの個人名である名跡を継承する例は政治家や老舗企業など少数例に留まる。また、武家の相続では名跡とは苗字・家名のみの継承を指す。

## 芸能
名跡の襲名は歌舞伎や落語等の演芸、家元制度を採る各種の芸能、芸道に多く見られる、日本独特の制度・慣習の一種である。能楽、狂言、人形浄瑠璃、邦楽（能や歌舞伎から大衆的な津軽三味線まで）、日本舞踊と、日本の芸能のいずれの分野にも名跡襲名が存在する（劇団前進座、新派・松竹新喜劇などを含む）。
とりわけ歌舞伎と落語では、名跡の襲名が特に注目される。興行主にとって襲名に伴う披露興行が「ノーリスク・ハイリターン」のビッグ・ビジネスとなるからである。松竹会長であった永山武臣は「歌舞伎（興行）とは、襲名（興行）に追善（興行）と見つけたり」という方針を立ててビジネスを成功させてきた。「名跡」という言葉がもっぱら用いられるのもこれらの分野である。これらの分野では、歴史ある大きな名跡になるほど襲名も一段階にならず、いくつか段階を踏んで襲名していく。つまり、同一人物が生涯に襲名興行を何度も繰り返し、出世魚式の名跡のリレーが行われる。こうした名跡のリレーのスタートには、まず初名（最初に名乗る軽い名前）が存在する（落語の場合は前座名ともいう）。また、どの名跡をどの時点で継ぐかによって、その人の芸を示すという意味合いもある（後述）。なお、その系統で最高の権威を持ち、それ以上の襲名を行わない名跡のことや、あるいは二度と使われないことになっている名跡のことを止め名（留め名）と呼ぶ。止め名や家元的な名跡などを含めて、名跡のうちでも伝統があるものを特に大名跡と呼ぶことがある。第一線で活躍している者の多くが大名跡を名乗っている場合もある。
名跡は基本的には芸系に属するものであるが、しばしばある一家がこれを管理し、血縁もしくは養子縁組によってこれを相続することが多い。ただし後嗣がいない場合、遺族との相談によって先代の芸系を受継ぐ者がこれを相続する場合もあるが、現在ではこれはあくまでもそれにふさわしい後嗣がいない場合に限られるようである。もともとの血縁や芸系が完全に途絶えてしまっているケースも多くみられ、全く関係のない人物がその名跡を継承することもある（十七代目中村勘三郎や九代目春風亭柳枝など）。名跡は単なる名前ではなく、代々の襲名者によって伝統的に築き上られてきた芸を継承するという意味もある。つまり市川團十郎における荒事、尾上菊五郎における世話物、坂東三津五郎における踊り、三遊亭圓朝における人情話、怪談などがこれであって、襲名の際には、血縁的な資格だけではなく、こうした芸の特質を受継ぎ、よく習得しているか、あるいはその実力が名跡の大きさに相応しいか、などが勘考される。つまり本来血縁や師弟関係等の系図的要素はあくまでも基礎的資格であるにすぎず、それ以上の、名跡にふさわしいか否かについての判断のために、しばしば襲名にあたっては、当該襲名者の師匠の許し、歌舞伎であれば松竹、落語ならば席亭や師匠の判断、さらに場合によっては同姓同亭号の大立者の協賛などが必要になってくる。大名跡の中に、先代の死後何十年も空き名跡になっているもの（歌舞伎の市村羽左衛門や尾上梅幸、江戸落語の三遊亭圓生や古今亭志ん生など）が存在するのは、こうした背景をもつことにより、襲名を決めるのに長い時間がかかったり、襲名を遠慮したりした（四代目桂文紅は桂文團治、三代目古今亭志ん朝は古今亭志ん生と、いずれも師の名跡を襲名することを再三にわたり薦められたが、『時期尚早』と断り続け、結局襲名しないまま没した）からである。ただし襲名を契機にさらなる飛躍を期待するという意味で、血縁者に実力以上の名跡を継がせるということもしばしばある。
なお歌舞伎や落語の場合は代数が正確ではない場合があるので注意を要する。理由として、
- 名跡を名乗った歴代のうちあまりにもその芸が拙劣であった者は代数から抜いてしまう場合があること
- 縁起をかついで代数をいい数にずらすことがあること
- （歌舞伎の場合は）俳名をもとに製造された名跡は、その俳名を過去に使用した歌舞伎役者に代数を割り振って多く見せることがあること。例として、五代目市川三升は芸名として『市川三升』を名乗った唯一の人物だが、過去に俳名として『三升』を用いた4人の人物にそれぞれ1代目から4代目の代数を割り振った。
- （落語の場合は）過去の資料が存在していない時代があること
- （落語の場合は）いわゆる前座名は代数としてカウントしないという慣習の存在（この場合、当代春風亭昇太のように、前座名のまま大看板となる場合には、果たして何代目と呼ぶべきか大きな矛盾を抱えてしまうことになる）
- そもそも代数を重視せず、フィーリングでなんとなく決める場合があること（当代の五街道雲助など。詳細は当該項目を参照）

などがあげられる。また東西（東京と上方）で別系統ながら完全に同名の名跡が存在する場合があり（歌舞伎の中村福助など）、混乱のもととなる。一方で、死没した者に代数（＝名跡）を追贈することがある。例として上方落語家の七代目笑福亭松鶴（生前は笑福亭松葉）、五代目林家染語楼（生前は林家市楼）、能楽師の八世野村万蔵（生前は五世野村万之丞）などがある。
親が早世した場合などには、子が親よりも大きな名跡を継ぐことがある（成駒屋五代目中村福助と七代目中村芝翫父子など）。また、子や弟子が一代で不世出の大名跡を築き上げた例もある（江戸落語の三遊亭圓朝など）。なお、兄弟間の場合は、「長子はその家の固有の名跡を継ぎ、第二子以降は他の家の名跡を継ぐ」ということがあり、期せずして「弟のほうが格上の名跡」という場合がある。

### 囲碁
囲碁はかつては芸事の一つであり、家元制が敷かれていた。本因坊という名跡は、名跡として継承された。ただしフルネームを継承するわけではない（名〔雅号〕は個人ごとに名乗る）。しかし本因坊制度は1939年以降実力制になり、棋戦の勝者たるタイトルの称号としての本因坊となった（その年の本因坊戦勝者が本因坊を継承する。同棋戦の王者を何期も経ると名誉本因坊の資格を得、一定期間経過後はタイトルの有無にかかわらず本因坊名跡を名乗り続けられる）。囲碁のタイトルの中で本因坊だけが号を名乗る（たとえば坂田栄男は本因坊・名誉本因坊としては「本因坊栄寿」を名乗った）のは名跡時代に由来する慣習である。

## 武家
肉親および親類が実子または養子、猶子として家名を継ぐことを「家督を継ぐ」というが、血縁でないものが娘婿（婿養子）あるいは養子、猶子となって家名を踏襲する場合は「名跡を継ぐ」ということもある。とりわけ、異なる氏のものが継承することでその家名の血筋が変質する場合において用いられる。鎌倉時代以降、家名が絶えた場合にその断絶を惜しみ、肉親以外の者が称する場合があり、さらには戦勝の記念として滅ぼした敵の家名を名乗るという事例もある。
とりわけ、名跡継承の代表例は畠山氏である。桓武天皇裔である秩父平氏の一党であった畠山重忠が子ともども岳父北条時政に滅ぼされると、時政は娘である重忠未亡人を清和天皇裔、河内源氏の系統である足利義純に娶わせ、畠山氏の領地を相続させた。これにより義純の子孫は源姓畠山氏となり、畠山氏は平氏から源氏の一門へと変わった。